# ويليام فونل
ويليام فونل (بالإنجليزية: William Funnell)‏ هو موظف مدني أسترالي، ولد في 8 يونيو 1891 في غولبرن في أستراليا، وتوفي في 25 أكتوبر 1962.